# Трубин, Дмитрий Александрович
Дмитрий Александрович Трубин (род. 15 февраля 1961, Котлас) — российский живописец, график, скульптор, иллюстратор, автор книг художника, Заслуженный художник Российской Федерации.

## Биография
В 1989 году окончил художественный факультет Московского полиграфического института (профессор М. П. Митурич-Хлебников). Член Союза художников России с 1991 года.
Сотрудничал с издательствами «Малыш», «Детская литература», «Молодая гвардия», «Радуга», «Росмэн», «Астрель», «Дрофа», «Рипол классик», «Ламартис», журналом «Мурзилка» и др. Проиллюстрировал около 200 книг, среди которых: «Приключения обезьянки» М. Зощенко, «Алиса в стране чудес» Л. Кэрролла, «Щелкунчик» Э. Т. А. Гофмана, «Пять сказок о любви» Х. К. Андерсена, «Маленький принц» А. де Сент-Экзюпери, «История кавалера Де Грие и Манон Леско» А. Ф. Прево, «Барон Мюнхгаузен» Р. Э. Распэ, «Кандид» Вольтера, «Умная собачка Соня» А. Усачева, «Одиссея» Гомера, «Три толстяка» Ю. Олеши.
В 1996 году художник был награжден почетным дипломом IBBY Международной премии имени Х. К. Андерсена за лучшее национальное произведение в области иллюстрирования детской литературы (иллюстрации к повести Юрия Коваля «Недопесок»).
В 2006 году награжден серебряной медалью Российской академии художеств. 
С 2011 года Дмитрий Трубин издает книги в собственном издательском доме НИБУРТ, основное направление которого — издание авторских книг тиражом до 100 экземпляров. Среди книг издательского дома — детские книги, российская и зарубежная классика, а также книги, написанные самим художником («Хиза и Брамбуляка», «Писахов — наше всё», «Шуль — богатырь»).
Живет и работает в Архангельске.

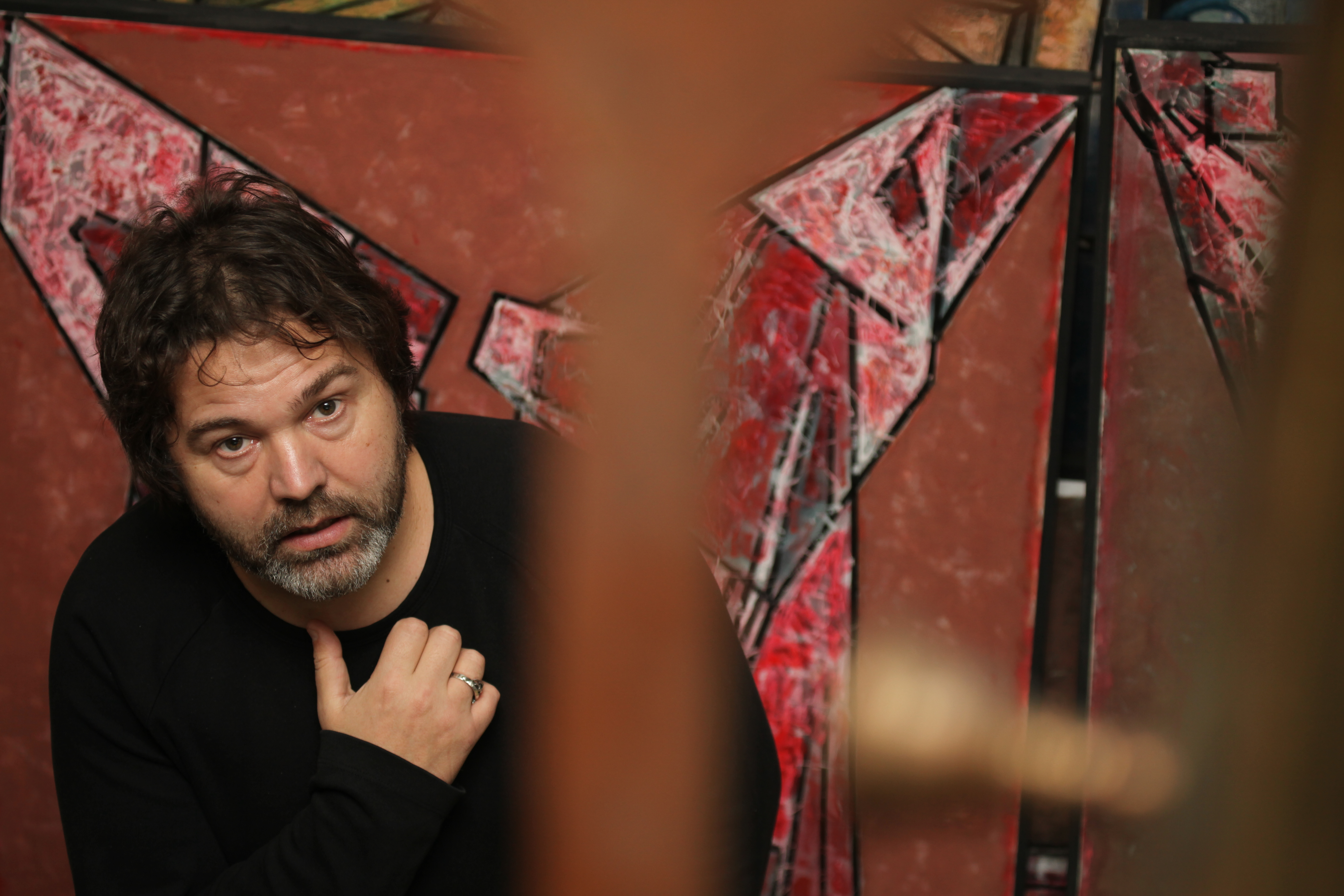
Дмитрий Трубин в своей мастерской

## Работы находятся в собраниях
- Государственный музей изобразительных искусств им. А. С. Пушкина, Москва, Россия.
- Музей Российской академии художеств, Москва, Россия.
- Архангельский областной музей изобразительных искусств, Архангельск, Россия.
- Частные собрания в России, США, Канаде, Великобритании, Франции, Германии, Швейцарии, Турции, Норвегии, Италии, Финляндии, Польше, Болгарии, Нидерландах и др.

## Основные выставки
- 1987 «Художественная культура Русского Севера и современность», Москва. Всесоюзная молодежная выставка, Москва. Международная выставка, Торонто, Канада.
- 1990 Республиканская выставка станковой графики, Москва. Выставка «Лес чудес», Париж – Москва – Ленинград.
- 1991 Международная биеннале иллюстрации BIB-91, Братислава, Словакия.
- 1994 Персональная выставка (совместно с Е.Новоселовым и А.Кожиным), Архангельский областной музей изобразительных искусств.
- 1996 Выставка архангельских художников, Харштадт, Норвегия.
- 1997 Групповая выставка «Современное русское искусство», Usher Gallery, Линкольн, Великобритания. Групповая выставка архангельских художников, Кеми, Финляндия. Персональная выставка, галерея «Davidson&Daughters», США. Международная выставка «Лучшие детские книги мира», Братислава – Санкт-Петербург – Москва – Уфа.
- 1998 Выставка «Художники белых ночей», Москва. «Выставка шести» (совместно с В. Власовым, В. Наседкиным, Т.Баданиной, Н.Синевой, Е.Северухиным), выставочный зал Архангельского областного Союза художников. II международная биеннале миниатюры, Рацибуж, Польша.
- 1999 Международная биеннале иллюстрации BIB-99, Братислава. «Лицо уходящего века», выставочный зал Архангельского областного Союза художников.
- 2000 Международная выставка «65 иллюстраторов мира», Aki Town Gallery, Ohita, Hiroko Mori Stasys Museum, Hokkaido, Nakagawa Town Gallery, Tokushima, Picture books Museum of Oshima town, Toyama, Monobe Village Gallery, Kochi, Япония. «Акция три» (совместно с Владимиром Резицким и Татьяной Трубиной), выставочный зал Архангельского областного Союза художников.
- 2001 Персональная выставка «Сны гвоздочета», Архангельский областной музей изобразительных искусств. Международная выставка художников детской книги «Зимняя сказка», Франция. Персональная выставка, галерея «Vip», Русе, Болгария.
- 2002 Русские художники детской книги, Тайбэй, Тайвань. «Проект 10», Архангельск – Санкт-Петербург. Международная выставка «22 Mini Print International of Cadaqués»[3], Кадакес, Испания.
- 2003 Групповая выставка российских художников, Хильверсюм, Нидерланды.
- 2004 Таллинская триеннале иллюстрации, Таллин, Эстония.
- 2005 «Акт-проект», выставочный зал Архангельского областного Союза художников.
- 2006 Третья Всероссийская художественная выставка пейзажной живописи «Образ родины»[4], Вологда. Академическая передвижная выставка «Северо-Запад России», Архангельск – Мурманск – Петрозаводск – Санкт-Петербург.
- 2007 Выставка лауреатов Российской академии художеств, Великий Новгород. Международная выставка «Дежа-вю. Визуальная цитата в современном искусстве[5]», музей изобразительных искусств, Петрозаводск. Персональная выставка «Фрагменты»[6], выставочный зал Петрозаводска.
- 2008 Персональная выставка «Кошачьи персоны», галерея «Просто крыша» Сергея Макаренкова, Москва. Выставка «Живопись на бумаге», Пушкинский дом, Лондон, Великобритания. Персональная выставка «Кошачьи персоны», дом Галицыных, Оксфорд, Великобритания.
- 2009 Персональная выставка «Голая правда», галерея «Просто крыша» Сергея Макаренкова, Москва. Международная выставка «Арт-момент», училище Барона Штиглица, Санкт-Петербург. Персональная выставка «Живопись на бумаге»[7], галерея Istorm Modern, Эксетер, Великобритания. Персональная выставка «Прямолинейность», выставочный зал Архангельского областного Союза художников.
- 2012 Групповая выставка «Memento mori»[8], выставочный зал Архангельского областного Союза художников, Архангельский областной музей изобразительных искусств. Аквабиеннале – V Международная выставка акварельной живописи[9], Петрозаводск.
- 2013 Персональная выставка «Человек линеарный»[10], Архангельский областной музей изобразительных искусств. Выставка «Книга художника. Первая книга»[11], Государственный музей-заповедник Царицыно, Москва. Выставка «Арт-козьма. Книга художника», гостиные дворы, Архангельск. Персональная выставка «25 листов шунги», выставочный зал Архангельского областного Союза художников.
- 2014 Персональный проект «В честь сюрреализма», Архангельский областной музей изобразительных искусств.
- 2015 Выставка книги художника «Орфическая космогония»[12], РОСИЗО, Москва.
- 2016 Персональная выставка «Просто иллюстрации»[13], выставочный зал Архангельского областного Союза художников. Персональная выставка «Сто лиц»[14][15], выставочный зал Архангельского областного Союза художников. Персональный проект «Сто лет революции»[16], выставочный зал Архангельского областного Союза художников.
- 2018 Персональная выставка «Сто портретов Татьяны»[17], выставочный зал Архангельского областного Союза художников. Выставка «Акт проект»[18], выставочный зал Архангельского областного Союза художников.
- 2019 Выставка «День рыбы»[19], выставочный зал Архангельского областного Союза художников. Персональная выставка «Лес чудес»[20][21], выставочный зал Архангельского областного Союза художников.
- 2020 Персональный проект «Подсолнухи для ван Гога»[22], выставочный зал Архангельского областного Союза художников.
- 2021 Персональная выставка «Прямолинейность Христа»[23][24][25], выставочный зал Архангельского областного Союза художников. Персональная выставка «Фасады», Государственный институт искусствознания, Москва. Персональная выставка «Соловецкий фриз. Памяти узников Соловецкого лагеря особого назначения», гостиные дворы, Архангельск. Персональный проект «Арт-Река. В честь северной двины»[26], выставочный зал Архангельского областного Союза художников.
- 2022 Персональная выставка «Апология розы»[27][28][29], выставочный зал Архангельского областного Союза художников. Выставка «Маленькие трагедии»[30], галерея «Открытый клуб», Москва. Выставка «Акварель. 21 век»[31], выставочный зал, Новокузнецк.
- 2023 Выставка «Эрарта Премия - 2023»[32], галерея Эрарта, Санкт-Петербург. Персональная выставка «Суер-Выер»[33][34] галерея «Открытый клуб», Москва. Выставка «Балда»[35], галерея «Открытый клуб», Москва. Персональная выставка «Детские игры»[36], выставочный зал Архангельского областного Союза художников. Персональная выставка «Живопись прямой линии»[37], городской выставочный зал, Котлас. Персональная выставка «Япония. Страна, в которой не был»[38][39], выставочный зал Архангельского областного Союза художников.
- 2024 Выставка «Живое и мертвое. Экологическая фантазия»[40], East Meets West Gallery и Всероссийский музей декоративного искусства, Москва. Персональная выставка «Деревня, которой нет»[41], Государственный институт искусствознания, Москва. Выставка «Тьмы низких истин мне дороже нас возвышающий обман»[42], галерея «Открытый клуб», Москва. Персональная выставка «Тихая жизнь стекла»[43][44], салон-галерея, Архангельск. «Насекомые»[45][46], Krokin Gallery, Москва. Персональная выставка «В честь сюрреализма. К 100-летию движения»[47][48], выставочный зал Архангельского областного Союза художников.